# 卡亚俄广场
卡亚俄广场（西班牙語：Plaza del Callao），是西班牙首都马德里市中心商业区的一个广场。
卡亚俄广场开辟于1861年，1866年6月正式开放。其名称是纪念1866年西班牙与秘鲁之间的卡亚俄战役。
卡亚俄广场在21世纪进行了改建。。